# Nîjni Mlînî (Șcerbani), Poltava
Nîjni Mlînî (în ucraineană Нижні Млини) este un sat în comuna Șcerbani din raionul Poltava, regiunea Poltava, Ucraina.

## Demografie
Componența lingvistică a localității Nîjni Mlînî
     Ucraineană (91,97%)
     Rusă (7,89%)
Conform recensământului din 2001, majoritatea populației localității Nîjni Mlînî era vorbitoare de ucraineană (91,97%), existând în minoritate și vorbitori de rusă (7,89%).